# Masoala
Masoala är en halvö i Madagaskar. Den ligger i den nordöstra delen av landet, 500 km nordost om huvudstaden Antananarivo. Större delen av halvön utgör Masoala nationalpark. Den yttersta spetsen är Kap Masoala.